# 리신제
리신제(말레이어: Lee Sin Je, 중국어 간체자: 李心洁, 정체자: 李心潔, 병음: Lǐ Xīnjié, 한자음: 이심결, 1976년 1월 23일 ~ )는 말레이시아의 배우 및 가수이며, 영어 이름은 앤젤리카 리(영어: Angelica Lee)이다.

## 출연 작품
- 해질무렵 안개정원 (2019)
- 마음의 속삭임 (2015)
- 무간지옥 - 아웃 오브 인페르노 (2013)
- 도둑들 영화를 만들다 (2012)
- 도둑들 (2012)
- 몽유 (2011)
- 첫사랑 팥빙수 : 초련 홍두빙 (2010)
- 미싱 : 심해미인 (2008)
- 야·명 (2007)
- 드러머 (2007)
- 미니 (2007)
- 귀역 (2006)
- 고련화 (2005)
- 디버전스 (2005)
- A-1두조 (2004)
- 코마 (2004)
- 20 30 40 (2004)
- 금계 2 (2003)
- 상비 (2002)
- 디 아이 (2002)
- 아름다운 빈랑나무 (2001)
- 양광경찰 : 암전영웅 (1999)